# Миграция (генетика)
Вижте пояснителната страница за други значения на Миграция.
В смисъла на популационната генетика: пренос на гени от една популация на даден вид в друга. Миграциите са „лепилото“, което държи всички популации на вида заедно. Може да се осъществят по различни начини: чрез миграция от една популация в друга на отделни индивиди (при животните), а при растенията, чрез пренос на семена (плодове), полен и др. Миграциите редуцират генетичната диференциация между популациите.